# روي كايتانو
روي كايتانو (20 أبريل 1991 ببارديس في البرتغال - ) هو لاعب كرة قدم برتغالي في مركز جناح ‏. شارك مع منتخب البرتغال تحت 20 سنة لكرة القدم ومنتخب البرتغال تحت 21 سنة لكرة القدم. أما مع النوادي، فقد لعب مع نادي باسوش دي فيريرا ونادي جل فيسنتي ونادي بينفايل.

## وصلات خارجية
- روي كايتانو على موقع الاتحاد الدولي (مؤرشف)  (الإنجليزية)
- روي كايتانو على موقع قاعدة بيانات كرة القدم.إي يو (الإنجليزية)
- روي كايتانو على موقع Soccerway.com (الإنجليزية)
- روي كايتانو على موقع AS.com (الإسبانية)